# Tessiner Alpen
De Tessiner Alpen (Italiaans: Alpi Ticinesi e del Verbano) is een bergketen in het zuidoosten van de westelijke Alpen en strekt zich uit over het Zwitserse kanton Ticino, evenals de Piëmontese provincie Verbano-Cusio-Ossola in Italië. Ze zijn deel van de Lepontische Alpen.
Ondanks de oppervlakte van het gebied van 2.500 km² zijn de Ticino Alpen duidelijk afgebakend en kunnen ze kort worden beschreven (met de klok mee vanuit het noorden): de vallei van de Ticino, het Lago Maggiore, de Toce en de Passo San Giacomo. Van het Lago Maggiore in het zuiden op 193 m boven de zeespiegel tot de hoogste bergtop, de 3.272,4 m hoge Monte Basòdino, is er een hoogteverschil van 3.079 meter.
De gebergtegroep wordt doorsneden door de Valle Maggia, de Valle Verzasca en het Centovalli. Woonkernen in de Tessiner Alpen zijn Bignasco, Cevio, Maggia, Brione, Intragna en Santa Maria Maggiore, aan de grenzen van het gebied liggen Airolo, Biasca, Bellinzona, Locarno, Cannobio, Verbania, Villadossola en Domodossola.